# Campeonato Canadense de Patinação Artística no Gelo de 2017
O Campeonato Canadense de Patinação Artística no Gelo de 2017 foi a centésima sexta edição do Campeonato Canadense de Patinação Artística no Gelo, um evento anual de patinação artística no gelo onde os patinadores artísticos competem pelo título de campeão canadense nos níveis sênior, júnior e noviço. A competição foi disputada entre os dias 16 de janeiro e 22 de janeiro, na cidade de Ottawa, Ontário.

## Eventos
- Individual masculino
- Individual feminino
- Duplas
- Dança no gelo

## Medalhistas
| Evento                        | Ouro                               | Prata                                | Bronze                                |
| Sênior                        |                                    |                                      |                                       |
| Individual masculino detalhes | Patrick Chan                       | Kevin Reynolds                       | Nam Nguyen                            |
| Individual feminino detalhes  | Kaetlyn Osmond                     | Gabrielle Daleman                    | Alaine Chartrand                      |
| Duplas detalhes               | Meagan Duhamel Eric Radford        | Lubov Iliushechkina Dylan Moscovitch | Kirsten Moore-Towers Michael Marinaro |
| Dança no gelo detalhes        | Tessa Virtue Scott Moir            | Kaitlyn Weaver Andrew Poje           | Piper Gilles Paul Poirier             |
| Júnior                        |                                    |                                      |                                       |
| Individual masculino          | Stephen Gogolev                    | Conrad Orzel                         | Samuel Turcotte                       |
| Individual feminino           | Aurora Cotop                       | Emily Bausback                       | Alison Schumacher                     |
| Duplas                        | Evelyn Walsh Trennt Michaud        | Lori-Ann Matte Thierry Ferland       | Olivia Boys-Eddy Mackenzie Boys-Eddy  |
| Dança no gelo                 | Marjorie Lajoie Zachary Lagha      | Ashlynne Stairs Lee Royer            | Danielle Wu Nik Mirzakhani            |
| Noviço                        |                                    |                                      |                                       |
| Individual masculino          | Corey Circelli                     | Dawson Nodwell                       | Alistair Lam                          |
| Individual feminino           | Catherine Carle                    | Emma Bulawka                         | Élodie Adsuar                         |
| Duplas                        | Chloé Panetta Steven Lapointe      | Patricia Andrew Paxton Knott         | Takara Dei Josh Venema                |
| Dança no gelo                 | Natalie D'Alessandro Bruce Waddell | Jade McCue Gabriel Clemente          | Jessica-Lee Behiel Jackson Behiel     |

## Resultados

### Sênior

#### Individual masculino
| Pos.              | Nome                    | Pontos | PC         | PL          |
| ----------------- | ----------------------- | ------ | ---------- | ----------- |
| Medalha de ouro   | Patrick Chan            | 296.86 | 91.50 (1)  | 205.36 (1)  |
| Medalha de prata  | Kevin Reynolds          | 255.77 | 81.76 (2)  | 174.01 (2)  |
| Medalha de bronze | Nam Nguyen              | 240.60 | 76.08 (4)  | 164.52 (4)  |
| 4                 | Nicolas Nadeau          | 238.22 | 72.82 (5)  | 165.40 (3)  |
| 5                 | Keegan Messing          | 231.04 | 72.09 (8)  | 158.95 (5)  |
| 6                 | Elladj Baldé            | 227.16 | 77.45 (3)  | 149.71 (6)  |
| 7                 | Liam Firus              | 213.39 | 72.41 (6)  | 140.98 (7)  |
| 8                 | Bennet Toman            | 203.91 | 68.14 (11) | 135.77 (8)  |
| 9                 | Roman Sadovsky          | 202.96 | 72.38 (7)  | 130.58 (10) |
| 10                | Mitchell Gordon         | 201.09 | 70.48 (9)  | 130.61 (9)  |
| 11                | Joseph Phan             | 196.78 | 66.51 (12) | 130.27 (11) |
| 12                | Edrian Paul Celestino   | 194.90 | 69.41 (10) | 125.49 (12) |
| 13                | Samuel Morais           | 179.70 | 59.78 (15) | 119.92 (13) |
| 14                | Jack Kermezian          | 171.46 | 61.78 (13) | 109.68 (16) |
| 15                | Alexander Lawrence      | 169.40 | 58.05 (18) | 111.35 (14) |
| 16                | Shaquille Davis         | 168.80 | 58.31 (16) | 110.49 (15) |
| 17                | Laurent Guay            | 168.62 | 60.16 (14) | 108.46 (17) |
| 18                | Antony Cheng            | 166.58 | 58.21 (17) | 108.37 (18) |
| 19                | Olivier Bergeron        | 160.63 | 54.35 (19) | 106.28 (19) |
| 20                | Dustin Sherriff-Clayton | 149.65 | 51.13 (20) | 98.52 (20)  |
| 21                | Dominic Rondeau         | 138.63 | 46.87 (21) | 91.76 (21)  |

#### Individual feminino
| Pos.              | Nome                 | Pontos | PC         | PL         |
| ----------------- | -------------------- | ------ | ---------- | ---------- |
| Medalha de ouro   | Kaetlyn Osmond       | 219.66 | 81.01 (1)  | 138.65 (1) |
| Medalha de prata  | Gabrielle Daleman    | 211.09 | 75.04 (2)  | 136.05 (2) |
| Medalha de bronze | Alaine Chartrand     | 182.07 | 67.41 (3)  | 114.66 (3) |
| 4                 | Larkyn Austman       | 166.13 | 58.72 (5)  | 107.41 (4) |
| 5                 | Sarah Tamura         | 162.12 | 60.09 (4)  | 102.03 (6) |
| 6                 | Kim Decelles         | 160.31 | 56.06 (6)  | 104.25 (5) |
| 7                 | Alicia Pineault      | 153.20 | 51.33 (8)  | 101.87 (7) |
| 8                 | Megan Yim            | 151.39 | 50.75 (9)  | 100.64 (8) |
| 9                 | Michelle Long        | 147.30 | 54.45 (7)  | 92.85 (10) |
| 10                | Emy Decelles         | 142.24 | 48.80 (11) | 93.44 (9)  |
| 11                | Valérie Bergeron     | 131.15 | 43.97 (13) | 87.18 (11) |
| 12                | Maya Lappin          | 130.97 | 49.06 (10) | 81.91 (16) |
| 13                | Kim Deguise-Léveillé | 128.19 | 43.13 (15) | 85.06 (15) |
| 14                | Jane Gray            | 127.86 | 42.73 (16) | 85.13 (14) |
| 15                | Emma Cullen          | 127.76 | 41.33 (17) | 86.43 (12) |
| 16                | Rachel Lafleche      | 126.44 | 40.44 (18) | 86.00 (13) |
| 17                | Veronique Cloutier   | 114.35 | 46.26 (12) | 68.09 (17) |
| 18                | Michelle Lifshits    | 109.80 | 43.35 (14) | 66.45 (18) |

#### Duplas
| Pos.              | Nome                                     | Pontos | PC        | PL         |
| ----------------- | ---------------------------------------- | ------ | --------- | ---------- |
| Medalha de ouro   | Meagan Duhamel / Eric Radford            | 227.23 | 80.72 (1) | 146.51 (1) |
| Medalha de prata  | Lubov Ilyushechkina / Dylan Moscovitch   | 208.24 | 72.19 (2) | 136.05 (2) |
| Medalha de bronze | Kirsten Moore-Towers / Michael Marinaro  | 198.74 | 70.69 (3) | 128.05 (3) |
| 4                 | Brittany Jones / Joshua Reagan           | 162.80 | 59.88 (5) | 102.92 (5) |
| 5                 | Camille Ruest / Andrew Wolfe             | 156.75 | 64.58 (4) | 92.17 (6)  |
| 6                 | Sydney Kolodziej / Maxime Deschamps      | 154.65 | 49,57 (6) | 105.08 (4) |
| 7                 | Angelina Ekaterinina / Sebastian Arcieri | 125.90 | 43.93 (7) | 81.97 (7)  |
| WD                | Julianne Seguin / Charlie Bilodeau       | —      | — (WD)    |            |

#### Dança no gelo
| Pos.              | Nome                                     | Pontos | PC        | PL         |
| ----------------- | ---------------------------------------- | ------ | --------- | ---------- |
| Medalha de ouro   | Tessa Virtue / Scott Moir                | 203.15 | 84.36 (1) | 118.79 (1) |
| Medalha de prata  | Kaitlyn Weaver / Andrew Poje             | 192.73 | 78.92 (2) | 113.81 (2) |
| Medalha de bronze | Piper Gilles / Paul Poirier              | 189.68 | 78.15 (3) | 111.53 (3) |
| 4                 | Carolanne Soucisse / Shane Firus         | 159.27 | 62.50 (4) | 96.77 (4)  |
| 5                 | Haley Sales / Nikolas Wamsteeker         | 151.63 | 60.26 (5) | 91.37 (5)  |
| 6                 | Sarah Arnold / Thomas Williams           | 145.55 | 56.66 (6) | 88.89 (6)  |
| 7                 | Mira Samoisette / Dominic Barthe         | 132.09 | 55.34 (7) | 76.75 (7)  |
| 8                 | Elysia-Marie Campbell / Philippe Granger | 119.23 | 48.10 (8) | 71.13 (8)  |
| 9                 | Vanessa Chartrand / Alexander Seidel     | 114.17 | 45.78 (9) | 68.39 (9)  |